# Katharina Blums förlorade heder
Katharina Blums förlorade heder eller: Hur våld kan uppstå och vart det kan leda är en roman av den västtyske författaren Heinrich Böll, som publicerades på tyska 1974 och i svensk översättning av Eva Liljegren 1975, samt i nyöversättning av Karin Löfdahl 2011.
Romanen handlar om tabloidpressens sensationalism och paniken över Röda armé-fraktionens terrorism under 1970-talets början i Västtyskland. Huvudkaraktären, Katharina Blum, är en oskyldig hushållerska vars liv förstörs av en påträngande tabloidreporter och en polisutredning rörande den man som hon precis förälskat sig i – som är en av polisen eftersökt brottsling, även om det senare visar sig att han inte är en bankrånare utan en desertör från armén som stal pengar innan han flydde. Katharina skjuter reportern efter att han anländer till hennes hus för en överenskommen intervju. Romanens fiktiva tidning Zeitung är en avbild av den verkliga tidningen Bild-Zeitung.
Berättelsen är skriven i första person pluralis; berättaren är en person som presenterar en konfidentiell rapport baserad på källor för läsaren. Romanen är dokumentärt skriven med ett stort fokus på nödvändiga fakta. Läsaren tvingas ibland gissa vilka källorna är och ibland till och med fundera över om berättaren inte är en av romanens figurer. Genom tekniken undviker Böll att en allvetande berättare, som tror sig ha rätt att träda in i romanfigurernas inre, "zoomar in" på figurerna, utan berättaren reduceras istället till en som är beroende av figurerna och den information de delger. Berättaren blir en forskare och källkritiker, vilket ställer romanen i bjärt kontrast mot de källor som oansvarigt vantolkar sina källor. Attacken mot vulgär journalism kommer således även ur berättarperspektivet, vars moraliska auktoritet förhöjs genom användandet av ett första person pluralis-perspektiv.